# Marcel Alocco
 Marcel Alocco es un artista contemporáneo; pintor francés nacido el 8 de febrero de 1937, en Niza.
Estuvo vinculado a los movimientos Fluxus y Supports-surfaces.